# Sandy Martin
Sandra 'Sandy' Martin (Philadelphia (Pennsylvania), 3 maart 1949) is een Amerikaans actrice.

## Biografie
Martin begon op haar vijftienjarige leeftijd met acteren. Zij was lid van diverse theatergezelschappen in New York en Los Angeles en speelde in diverse toneelstukken. Ook was zij als theaterproducente actief in verschillende theaterproducties.

## Filmografie

### Films
Selectie:
- 2021 Luca - als Grandma Paguro (stem)
- 2019 Dumbo - als Verna de secretaresse
- 2017 Three Billboards Outside Ebbing, Missouri - als Momma Dixon
- 2013 Lovelace – als kaartverkoopster
- 2012 Seven Psychopaths – als moeder van Tommy
- 2008 Marley & Me – als Lori
- 2008 The Great Buck Howard – als medewerkster hotel
- 2004 Napoleon Dynamite – als oma
- 1994 Speed – als barkeeper
- 1987 Barfly – als Janice
- 1985 Real Genius – als mrs. Meredith
- 1982 48 Hrs. – als politieagente

### Televisieseries
Selectie:
- 2006-2021 It's Always Sunny in Philadelphia – als mrs Mac – 13 afl.
- 2018-2019 Ray Donovan - als Sandy Patrick - 13 afl.
- 2014-2019 The Haves and the Have Nots - als Mama Rosa - 3 afl.
- 2014-2017 Playing House - als Mary Pat Caruso - 6 afl.
- 2014-2017 Hand of God - als Randy - 10 afl.
- 2015 Transparent - als Sandy - 2 afl.
- 2011-2013 Good Job, Thanks! – als Barbara – 5 afl.
- 2012 Napoleon Dynamite – als oma (stem) – 6 afl.
- 2010-2011 Svetlana – als Liam – 4 afl.
- 2007-2011 Big Love – als Selma Greene – 10 afl.
- 2009 The Young and the Restless  -als Jimmy – 5 afl.
- 1984 Hill Street Blues – als Bailiff – 2 afl.

- Biblioteca Nacional de España: XX5005202
- International Standard Name Identifier: 0000 0001 0397 751X
- Virtual International Authority File: 155422650
- WorldCat: E39PBJdctJjFKmg9KMtBqpJv73